# Agence nationale de sécurité sanitaire de l’alimentation, de l’environnement et du travail
Agence nationale de sécurité sanitaire de l’alimentation, de l’environnement et du travail (Anses) ist eine für Lebensmittelsicherheit, Umweltschutz und Arbeitsschutz zuständige Behörde in Frankreich. Der Hauptsitz ist in Maisons-Alfort. Im Juli 2010 entstand Anses aus der Fusion von Afssa (AFSSA) und Afsset.